# Ariel Nahuelpán
Ariel Gerardo Nahuelpan Osten (ur. 15 października 1987 roku w Buenos Aires) – argentyński piłkarz występujący na pozycji napastnika. Od lipca 2015 posiada również obywatelstwo meksykańskie.